# Sam Collins (Musiker)
Sam Collins (* 11. August 1887 in Louisiana; † 20. Oktober 1949 in Chicago), auch bekannt als Crying Sam Collins, war ein früher US-amerikanischer Blues-Sänger und Gitarrist. Seine bekannteste Aufnahme ist The Jail House Blues von 1927.

## Biografie
Geboren in Louisiana, wuchs Collins in McComb (Mississippi) auf. 1924 trat er in lokalen Juke Joints auf, oft zusammen mit King Solomon Hill; beide konnten im Falsett singen und spielten Slide-Gitarre.
In Richmond (Indiana) machte Collins 1927 mit Yellow Dog Blues seine erste Aufnahme. 1931 folgten weitere Aufnahmen. Spätere Aufnahmen erschienen oft unter Pseudonymen, etwa Jelly Roll Hunter, Big Boy Woods, Bunny Carter und Salty Dog Sam.
In den späten 1930er Jahren ging Collins nach Chicago, wo er 1949 nach einem Herzanfall im Alter von 62 Jahren starb.